# TTSWTRS
TTSWTRS (tattoosweaters) — бренд одягу, започаткований в Україні. Колекції створюються у співпраці з художниками, фотографами та майстрами татуювання.

## Опис, історія
Бренд створено 2013 року дизайнеркою Анною Осмехиною. Першу колекцію представлено в паризькому Colette Concept Store. Згодом почалися продажі в Японії.
2015 — бренд запустив колекцію демі-кутюр Alice In Ink. 6 березня 2016 року вона була представлена у магазині Les Suites в Парижі.
2019 року бренд випустив колекцію весна-літо 2019 у партнерстві з тату-майстрами Ернестом Махіним, Ростиславом Царенком та Андрієм Свєтовим.
У 2020 році TTSWTR провів виставку «Tattoo» спільно з Пушкінським державним музеєм образотворчого мистецтва в Москві.
Влітку 2020, шоу TTSWTRS FW '20 стало першим фешн-шоу віртуальної реальності у Східній Європі.
У 2021 році TTSWTRS представив футуристичну колекцію.
У 2013 році образ групи Kazaky, яка стала відомою після зйомок у кліпі Мадонни, був створений Анною Осмехиною.
Виробництво розташоване у Києві, і складається із заводу та двох цехів. Бренд представлений в 11 країнах.
У жовтні 2022 року бренд випустив колаборацію з Vans, кеди з написами російською: «рос. Городская клиническая больница». При цьому, в прес-релізі було вказано, що написи на взутті зроблено українською.